# Frédéric Bazille
Jean Frédéric Bazille (ur. 6 grudnia 1841 w Montpellier, zm. 28 listopada 1870 w Beaune-la-Rolande) – francuski malarz impresjonista. Malował kompozycje figuralne, pejzaże, martwe natury i portrety.
Urodził się w Montpellier w średniozamożnej rodzinie protestanckiej. Jego ojciec, Gaston Bazille, zajmował się handlem winem.
W 1859 r. Bazille podjął studia medyczne, w 1862 r. przeniósł się do Paryża, gdzie kontynuował naukę medycyny. W tym samym roku został przyjęty na naukę do pracowni malarskiej Charles’a Gleyre’a. Tam poznał Renoira. Po zdaniu końcowych egzaminów medycznych w 1864 r. zajął się wyłącznie malarstwem. Przyjaźnił się z Monetem, Sisleyem i Manetem, których często wspierał materialnie. Poległ w czasie wojny francusko-pruskiej w 1870 r. w bitwie pod Beaune-la-Rolande.
Twórczość Baziille`a stanowi ogniwo pośrednie pomiędzy realizmem Gustave’a Courbetaa a dojrzałym impresjonizmem.

## Znane prace
- Różowa suknia[1] (La Robe rose), (1864) - Musée d’Orsay, Paryż
- Atelier przy ulicy Furstenberg[1] –  Musée Fabre, Montpellier
- Aigues-Mortes[1] –  Musée Fabre, Montpellier
- Autoportret[1], (1865) –  The Art Institute, Chicago
- Zebranie rodzinne[1] (Réunion de Famille) (1867) –  Musée d’Orsay, Paryż
- Toaleta[1], (1870) –  Musée Fabre, Montpellier

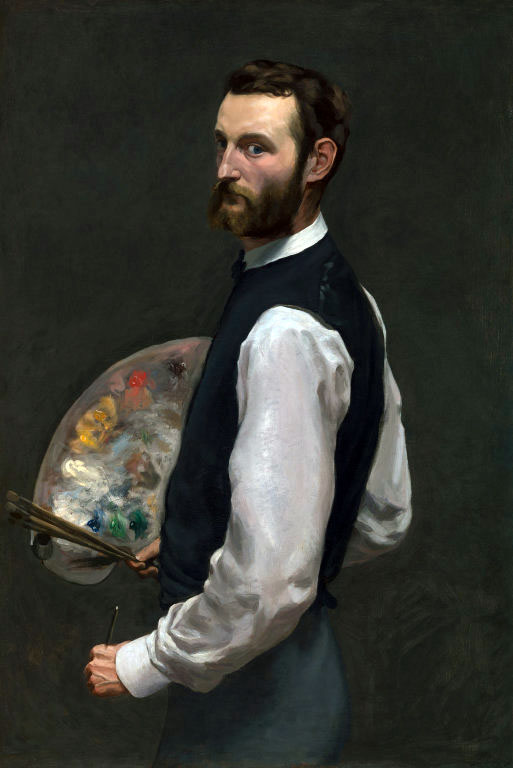
Autoportret 1865
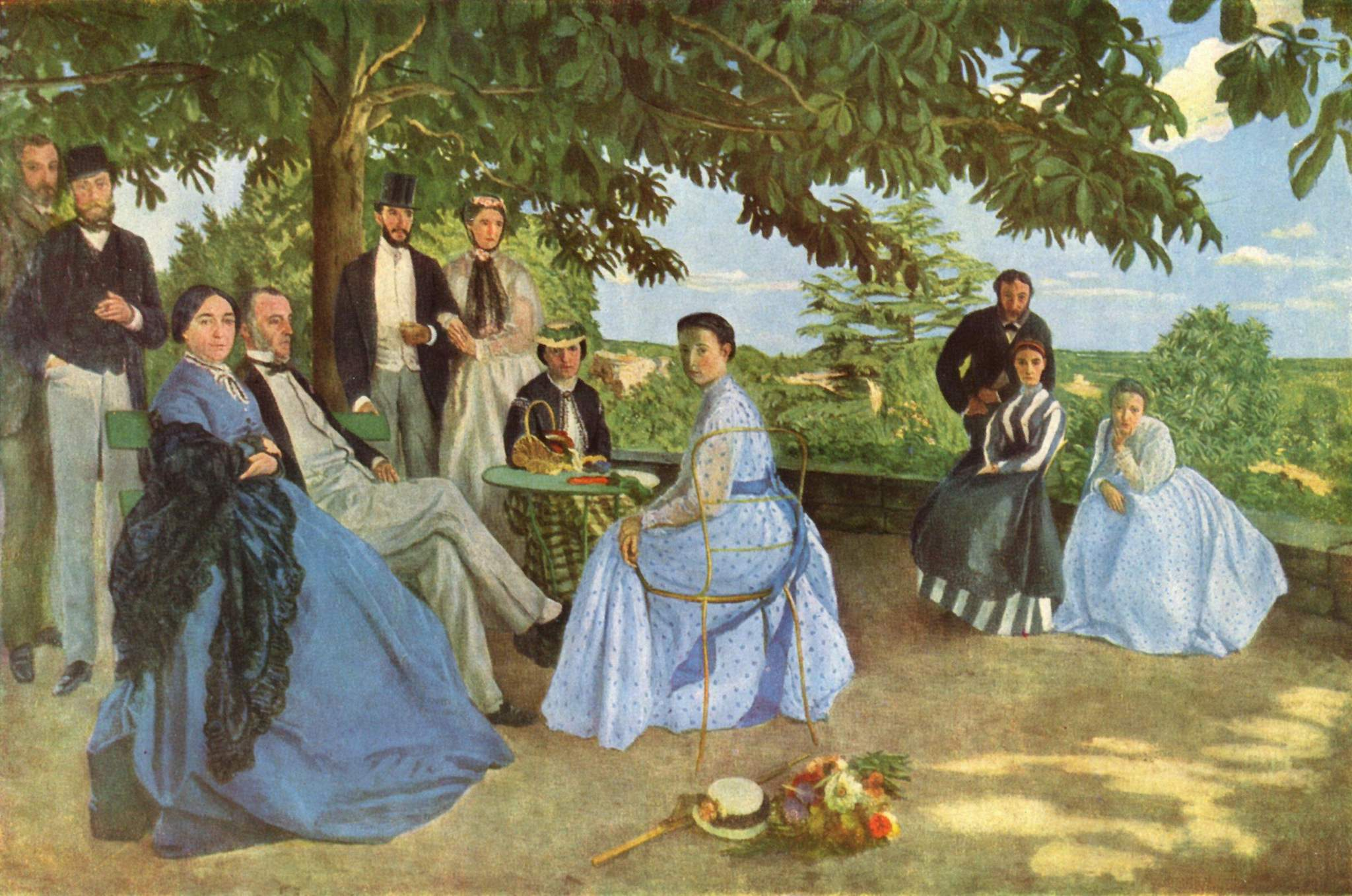
Zebranie rodzinne, 1867
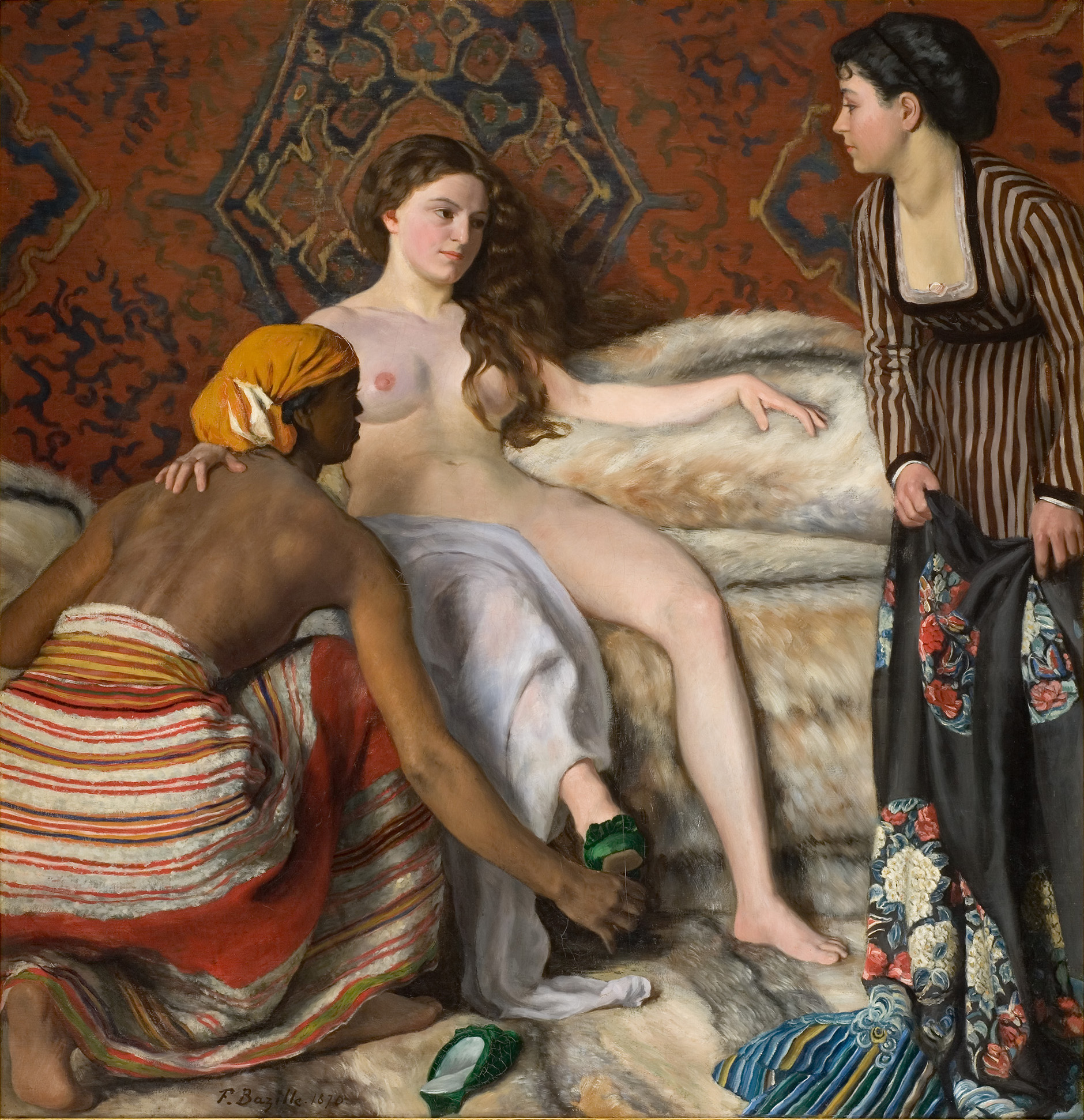
Toaleta
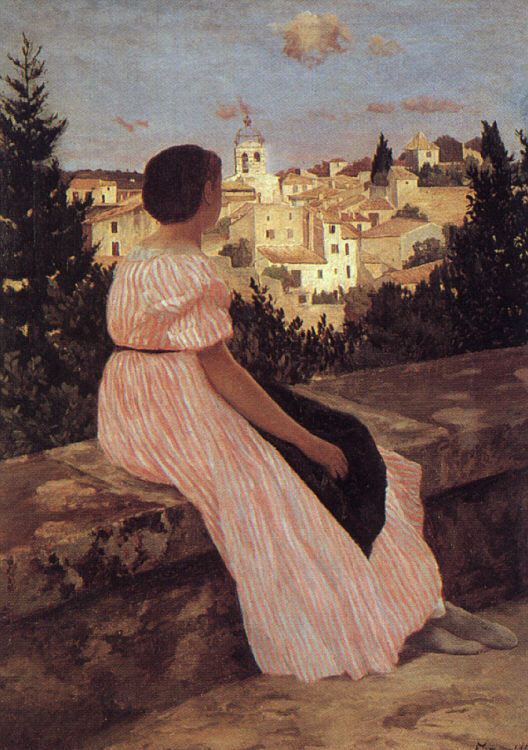
Różowa suknia